# 九四式二号甲無線機
九四式二号甲無線機（きゅうよんしきにごうこうむせんき）は大日本帝国陸軍が開発した全備重量700kgの無線機である。通信隊用機材であり、約200km以内での遠距離通信に使用された。機能は電信通信のみである。
三九式輜重車4輌、もしくは積載量1.5t以上の自動貨車1台に搭載して運用する。通信に直接必要な機材のみを運搬するには輜重車3輌が必要だった。空中線を張るには高さ10mの電柱2本を立て、全長20mのワイヤーを吊す。地線として同じ長さのワイヤーを数本地面に設置した。
本無線機は陸軍の通信隊用機材として開発されたものである。開発開始は昭和6年。審査要件は以下のようにこの無線機を規定した。主として短波を使用し、電信通信距離200km、二馬曳輜重車2輌または自動貨車一台に積載して移動できること。
昭和7年度はこの要件を継承し、6月に試作機を試験して所期の性能を得た。8月には自動車での運搬試験を行い、所定の移動性能が確かめられた。
昭和8年度、搭載方法が一馬曳輜重車4輌に変更された。また無線技術向上のために新たな試作に取りかかった。変調器を追加し送信機を対空二号機と共通化した。周波数変更の容易化、受信機をスーパーヘテロダイン方式へ変更した。昭和8年7月に満州北部で雨期・炎熱試験を実施、300km以内での同時送受信が容易であることが確かめられた。
昭和9年3月、満州北部で冬期試験が行われ、600km以内での同時送受信が可能であること、寒気により発動機と発電機が故障を起こす傾向があるという結果が出た。ほかに温度による不調はなく、移動が頻繁な司令部用としても支障はなかった。発動機と発電機に改修が加えられた。6月、自動貨車に車載したままで電信所を開く方法を模索し、自動車積載法を決定した。
昭和10年3月、短期に調弁可能であることを確認。11月に陸軍航空本部は本無線機の仮制式制定上申を容認し、12月に上申が行われた。

## 構成
通信機、発電装置、空中線材料、属品と材料で構成される。また通信機は送信装置と受信装置からなっている。
送信装置内容
- 送信機・水晶制御または主発振によって電信送信を行う。周波数の範囲は950から7,500キロサイクル毎秒である。
- 付属品・電鍵と手入れ用具。
- 予備品・交換用部品。
- 他材料。

受信装置内容
- 受信機・九四式一号無線機と同じ装置を使用した。拡大および検波性能を持つ。周波数範囲は140から15,000キロサイクル毎秒。
- 付属品・受話器と手入れ用具。
- 予備品・交換用部品。
- 他材料。

発電装置内容
- 発動機・竪型空冷式単気筒二行程、2.4馬力、3,000回転毎分。
- 直流発電機・定格出力は高圧880ワット、低圧120ワット、定格電圧は高圧1,100/2,200ボルト、低圧12ボルト、定格電流は高圧0.4アンペア、低圧10アンペア。
- 配電盤・電力供給および電流電圧制御に用いる。
- 付属品・回転計、分解工具。
- 予備品・交換用部品。

空中線内容
- 全長20mのワイヤー、数本。
- 照明用具・携帯式の小型電灯。
- 計測器類・絶縁計と折尺。
- 遠隔装置・送信操縦用で九四式一号無線機と同型。
- 箱・12個、収納用。